# Шмидтово (Башкортостан)
Шми́дтово (баш. Шмидт) — деревня в Уфимском районе Республики Башкортостан Российской Федерации. Входит в состав Русско-Юрмашского сельсовета. Согласно переписи 2020 года население составляло 1347 человек.

## География

### Географическое положение
Расстояние до:
- районного центра (Уфа): 25 км,
- центра сельсовета (Русский Юрмаш): 10 км,
- ближайшей ж/д станции (Юрмаш): 8 км.

## Население
| 2002 | 2009 | 2010 |
| ---- | ---- | ---- |
| 296  | ↗367 | ↗406 |

### Национальный состав
Согласно переписи 2002 года, преобладающая национальность — русские (75 %).
Согласно переписи 2020 года, преобладающая национальность — русские (46,5 %), башкиры (27,4 %), татары (19,2 %).

## Религия
В деревне есть православная церковь Владимира равноапостольного и часовня Николая Чудотворца.